# Апостолове
Апо́столове (МФА: [ɐˈpɔstɔɫɔʋe] ( прослухати); до 1824 — Вошиве, 1824—1936 — Покровське, 1936—1938 — Косіорове) — місто в Україні, адміністративний центр Апостолівської міської громади Криворізького району Дніпропетровської області. За часів Російської імперії та на початку радянського режиму (до 1921) — центр Покровської волості Херсонського повіту Таврійської губернії. До 19 липня 2020 року — колишній адміністративний центр Апостолівського району Населення — 10 000 осіб (станом на 17.11.2024).

## Географія
Місто Апостолове розташоване у південній частині України, за 119 км на південний захід від м. Дніпро, 24 км на південний схід від Кривого Рогу та 38 км на північний захід від Нікополя, в межиріччі Дніпра, Інгульця та Базавлука, на північних схилах Причорноморської низовини, у степовій зоні. Місцевість є відкритою плоскою рівниною, яку відносять до найтеплішої та найпосушливішої степової зони області. За 2 км від міста пролягає канал Дніпро — Кривий Ріг.

## Історія
Родючі землі, багаті рибою річки, велика кількість дичини приваблювали на ці землі поселенців. Відомості про перших поселенців сягають давнини. Це була територія на якій починаючи з VI—III тис. до н. е. жили скіфи, сармати, уличі та печеніги. Запорозькі козаки, які оселялися тут, створювали зимівники і хутори.

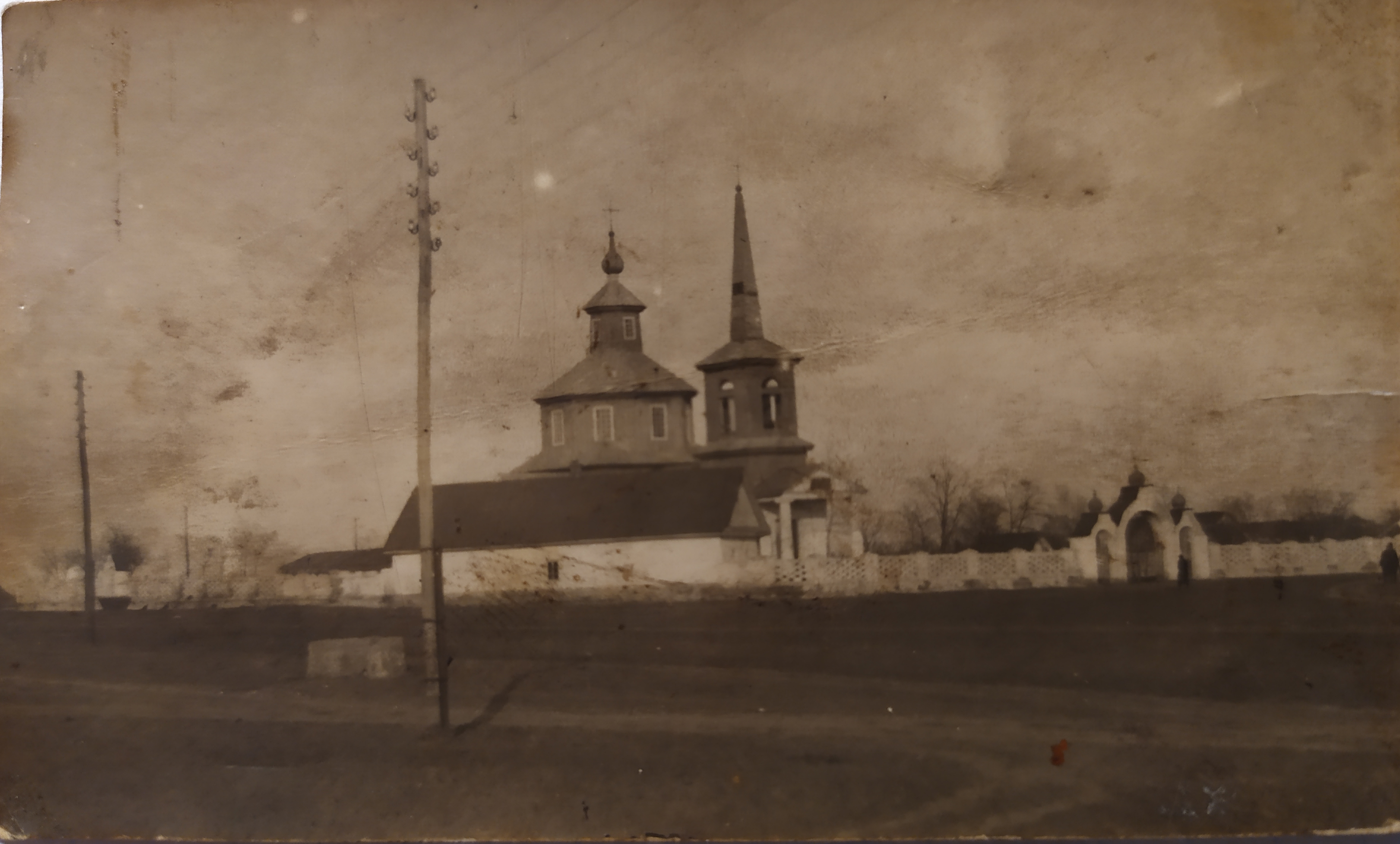
Церква Покрова Пресвятої Богородиці, друга половина XIX століття

Назва міста походить від назви залізничної станції Апостолове, яка в свою чергу (хоча не зберігся жоден документ, що те підтведжував би) отримала назву по прізвищу відставного секунд-майора Ямбурзького полку Михайла Муравйова-Апостола, правнука гетьмана Данила Апостола, який після ліквідації Запорозької Січі придбав земельний наділ в 12 000 десятин землі на берегах річки Кам'янки - теперішнє село Михайлівка.
На честь відкриття в новоутвореному селі у 1824 році кам'яної церкви Покрова Пресвятої Богородиці воно було внесено до єпархіальних реєстрів під назвою Покровське. Селище, що виникло при станції, об'єднали у 1923 році із селом Покровським. 1933 року місто отримало сучасну назву — Апостолове, а 1936 року було перейменовано на Косіорове. 1938 року селище знову стало іменуватись Апостоловим. 1956 року отримало статус міста.
У 1835 році в селі мешкало 1290 осіб, за переписом 1859 року — 2088 осіб.
Після селянської реформи 1861 року подальшого розвитку набули місцеві промислові підприємства. Зростала кількість населення. У 1896 році тут проживали 4419, а у 1904 році — 5581 мешканців. У 1912 році в селі було вже 886 дворів з 6929 мешканцями.
Станом на 1886 рік у селі Покровському мешкало 2978 осіб, налічувалось 495 дворів, існували православна церква, школа, земська станція, лавка, відбувався базар по неділях.
Розвиток економіки регіону, зокрема велике зростання виробництва товарного зерна, а також розробка залізорудних родовищ Криворізького басейну вимагали розширення мережі шляхів сполучення. Наприкінці XIX століття почалося будівництво залізниці Довгинцеве (нині — один з районів міста Кривий Ріг) — Олександрівськ ІІ (нині — станція Запоріжжя II). У 1904 році поблизу Покровського споруджено залізничну станцію і вокзал Апостолове.

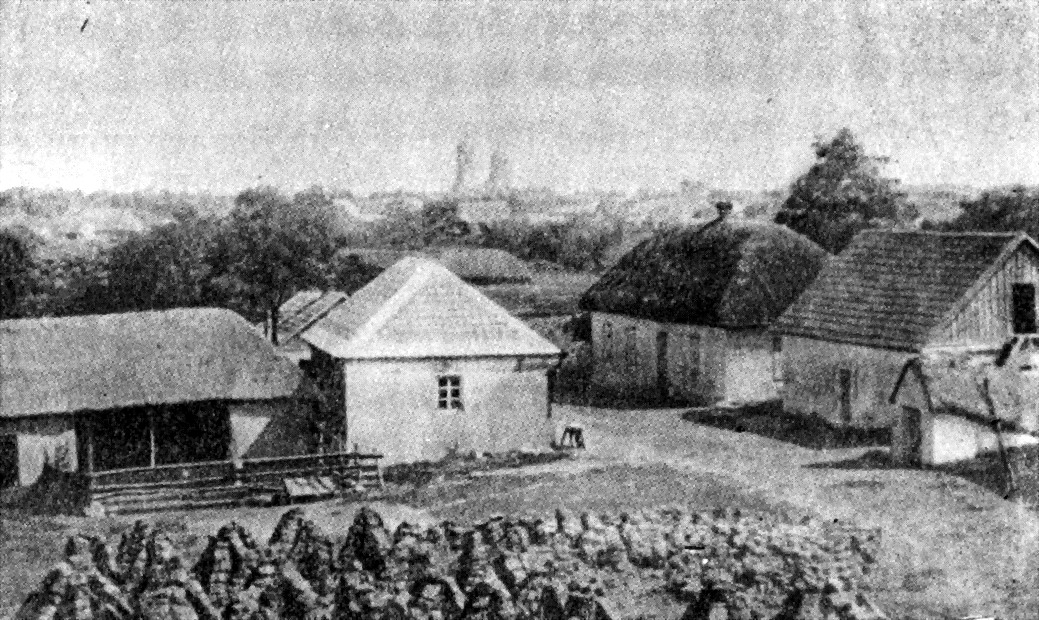
Одна з вулиць Покровського (1910)

Волосна рада робітничих і селянських депутатів, яка розпочала свою роботу наприкінці листопада 1917 року, брала на облік всі землі для передачі їх селянам для їх подальшій націоналізації.
1923 року сучасна частина міста Апостолове — село Покровське, стало центром Апостолівського району у складі Криворізької округи.
Наприкінці 1920-х років було покінчено з неписьменністю. У 1925 році тут працювали дві семирічні та три початкові школи. Згодом було відкрито дві середні школи.
Як і інші населенні пункти цієї місцевості Апостолове значно постраждало під час голодомору у 1932—1933 роки. Чимало жителів села аби вижити, змушені були тікати до Середньої Азії або Кавказу.
17 серпня 1941 року місто Апостолове було окуповане німецько-фашистськими війська, вони вбили 129 жителів, у тому числі 7 дітей. 229 осіб, переважно юнаків і дівчат, вивезено на роботи до Німеччини.
Під час Другої світової війни, через своє географічне розташування, та як великий залізничний вузол, місто мало ключове значення. Тому звільненню міста радянське командування приділяло особливу увагу.
Наступ радянських військ на Апостолівському напрямку, якій згодом отримав назву Нікопольсько-Криворізької операції, почався 31 січня й 5 лютого 1944 року до 8-ї години ранку радянська армія звільнила місто від німецьких військ.
Після окупації місто стало відбудовуватись, вже наприкінці лютого 1944 року відновлено рух залізницею, а восени працювали школи, дві лікарні, МТС, цегельний завод. У надзвичайно складних умовах відбудовувались колгоспи. В сільськогосподарській артілі «Перемога», наприклад, у 1944 році не було жодної автомашини, трактора, налічувалось всього 26 голів великої рогатої худоби і 36 коней. Землю обробляли коровами і вручну.
У 1950 році на фермах колгоспу «Перемога» значно зросла кількість великої рогатої худоби та свиней. Значно розширився і реконструювався залізничний вузол. Споруджено паровозне депо, приміщення для служб дистанції колії, введено центральну сигналізацію.
Піднесення економіки промислових підприємств, збільшення кількості жителів, а також зміна зовнішнього вигляду селища зумовили перетворення його у жовтні 1956 року на місто районного підпорядкування. Впродовж 1966—1967 років введено в експлуатацію шість багатоквартирних будинків, дитячий комбінат. Споруджено середню школу, Будинок піонерів, бібліотеку, книжковий магазин, універмаг, дошкільний дитячий комплекс, кінотеатр на 600 місць, комбінат побутового обслуговування, медичне містечко.

### У Незалежній Україні

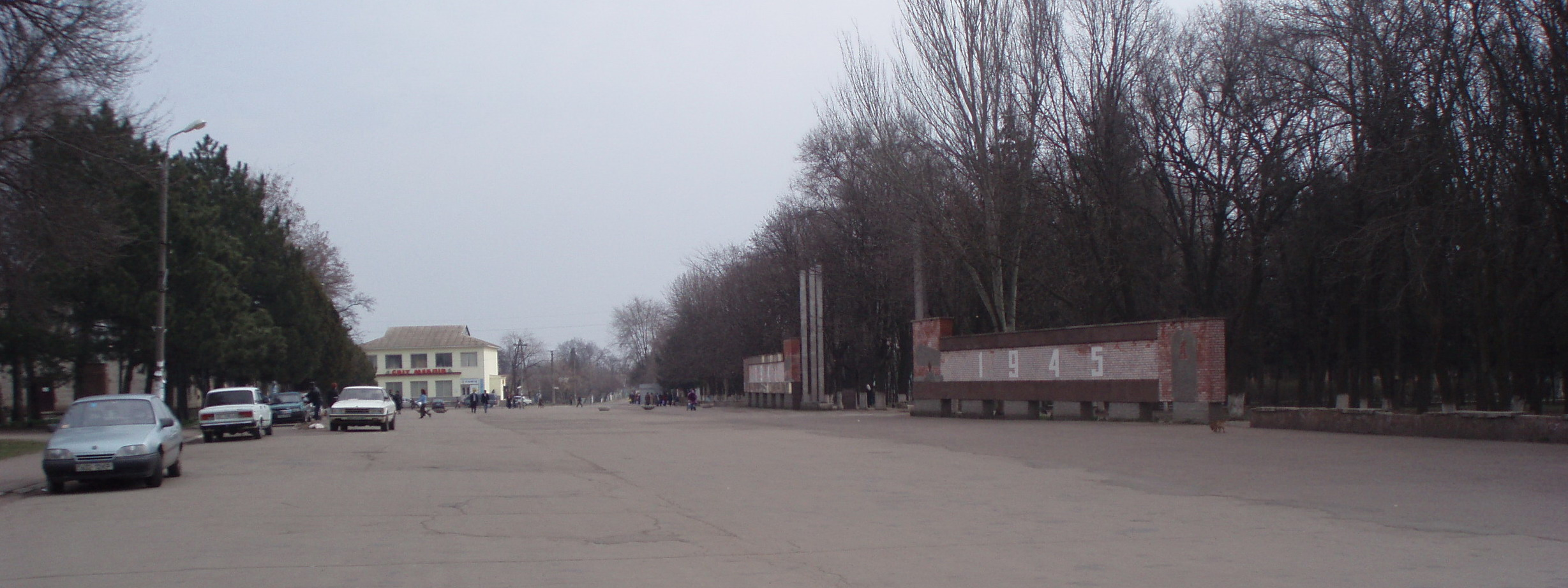
Центральна вулиця міста Апостолове

19 липня 2020 року, в результаті адміністративно-територіальної реформи та ліквідації Апостолівського району, місто увійшло до складу новоутвореного Криворізького району.
Наприкінці лютого 2022 року Апостолове стає прифронтовим містом і зазнає регулярним обстрілів з боку ЗС РФ.

## Населення

### Чисельність
Зірочками позначені дані переписів населення, без зірочок — відомості Державного комітету статистики України станом на 1 січня відповідного року.
| 1897  | 1912  | 1959*  | 1970*  | 1979*  | 1989*  | 2001*  | 2009   | 2020   |
| ----- | ----- | ------ | ------ | ------ | ------ | ------ | ------ | ------ |
| 4 419 | 6 929 | 12 397 | 17 351 | 17 319 | 18 093 | 16 439 | 14 685 | 13 455 |

### Національний склад
Розподіл населення за національністю за даними перепису 2001 року:
| Національність  | Відсоток |
| --------------- | -------- |
| українці        | 86,97 %  |
| росіяни         | 9,42 %   |
| білоруси        | 1,18 %   |
| вірмени         | 0,13 %   |
| інші/не вказали | 2,3 %    |

### Мова
Розподіл населення за рідною мовою за даними перепису 2001 року:
| Мова            | Чисельність, осіб | Відсоток |
| --------------- | ----------------- | -------- |
| Українська      | 14 549            | 88,95 %  |
| Російська       | 1 692             | 10,34 %  |
| Білоруська      | 48                | 0,29 %   |
| Вірменська      | 14                | 0,09 %   |
| Румунська       | 3                 | 0,02 %   |
| Інші/Не вказали | 50                | 0,31 %   |
| Всього          | 16 356            | 100 %    |

## Економіка
Окрім сільськогосподарських підприємств — міжрайонна машиноремонтна майстерня, РТС, елеватор, лісорозсадник, численних фермерських господарств, у місті діють і промислові установи — залізничні майстерні, підприємство «Апостоловагромаш».

## Інфраструктура

### Транспорт
Місто має залізничний, та шосейний зв'язок із Дніпра, та великими містами області, такими як Кривий Ріг, Нікополь, Зеленодольськ. За 2 км від міста проходить автошлях національного значення Н23 (Кропивницький — Запоріжжя).
Апостолове є великим залізничним вузлом на перехресті двох залізничних магістралей, що розташована у Криворізькій дирекції Придніпровської залізниці:
- електрифікованої двоколійної (частково) лінії Запоріжжя — Кривий Ріг, основна мета якої полягає у з'єднанні Криворізького залізорудного басейну з Донбасом та портами Азовського моря, для забезпечення сполучення ділянкою Запоріжжя — Кривий Ріг — Київ, а також лінії захід-схід, що простягається від станції Подільськ (Одеська область) до станції Волноваха (Донецька область). Також влітку лінія має мету розвантажити кримський напрямок.
- неелектрифікованої одноколійної лінії Дніпро — Херсон, що сполучає Харківську, Запорізьку та Дніпропетровську області з Херсонською, Миколаївською та Одеською областями.

Відстань залізницею до найближчих залізничних вузлів:
- Нікополь — 59 км, Запоріжжя — 136 км.
- Дніпро — 154 км.
- Кривий Ріг — 39 км, Тимкове — 99 км, Долинська — 108 км.
- Снігурівка — 106 км, Херсон — 155 км.

У вересні 2007 року завершена реконструкція вокзалу станції Апостолове. Під час реконструкції капітально відремонтовані платформи, приміщення багажного відділення, облаштовано  тіньовий навіс площею та упорядкована привокзальна площа. Загальна вартість робіт склала понад 5 млн гривень.
У 2016 році призначалися додаткові приміські поїзди: Миколаїв-Вантажний — Херсон — Апостолове, Херсон — Апостолове, та електропоїзд Кривий Ріг — Генічеськ через Апостолове, Запоріжжя, Мелітополь.

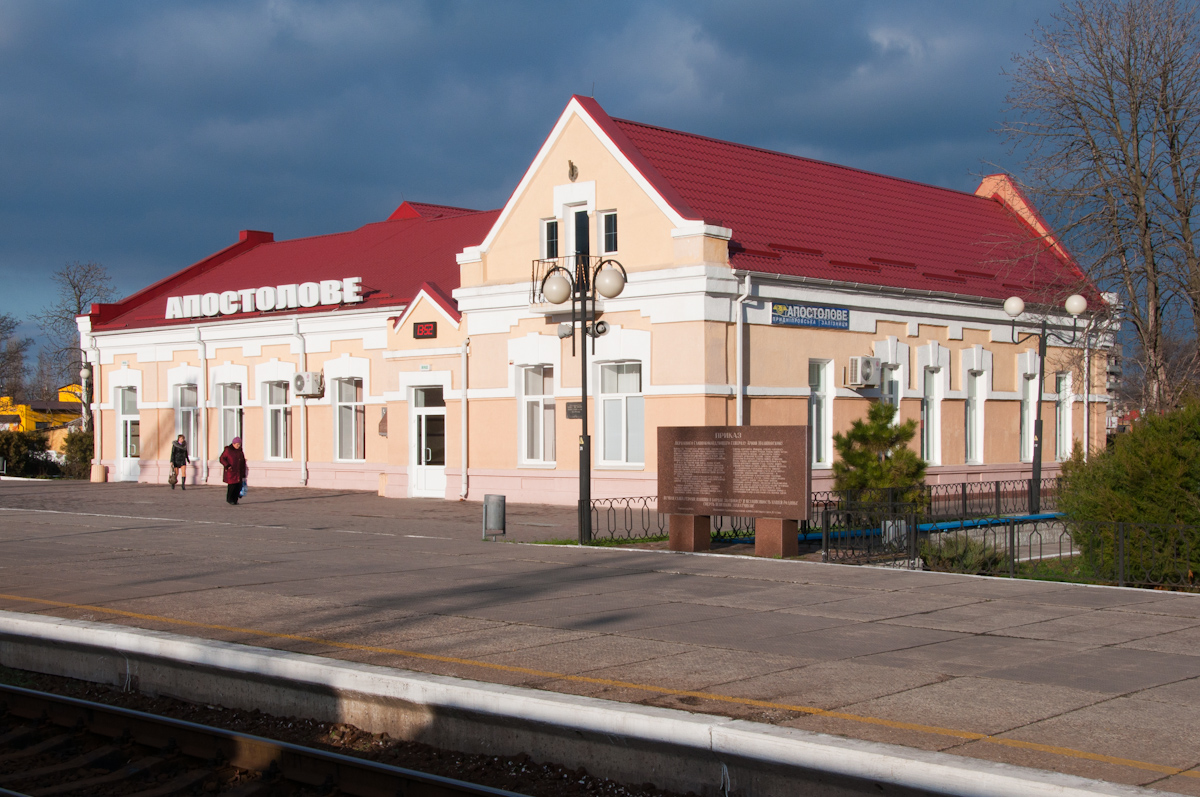
Вокзал станції Апостолове
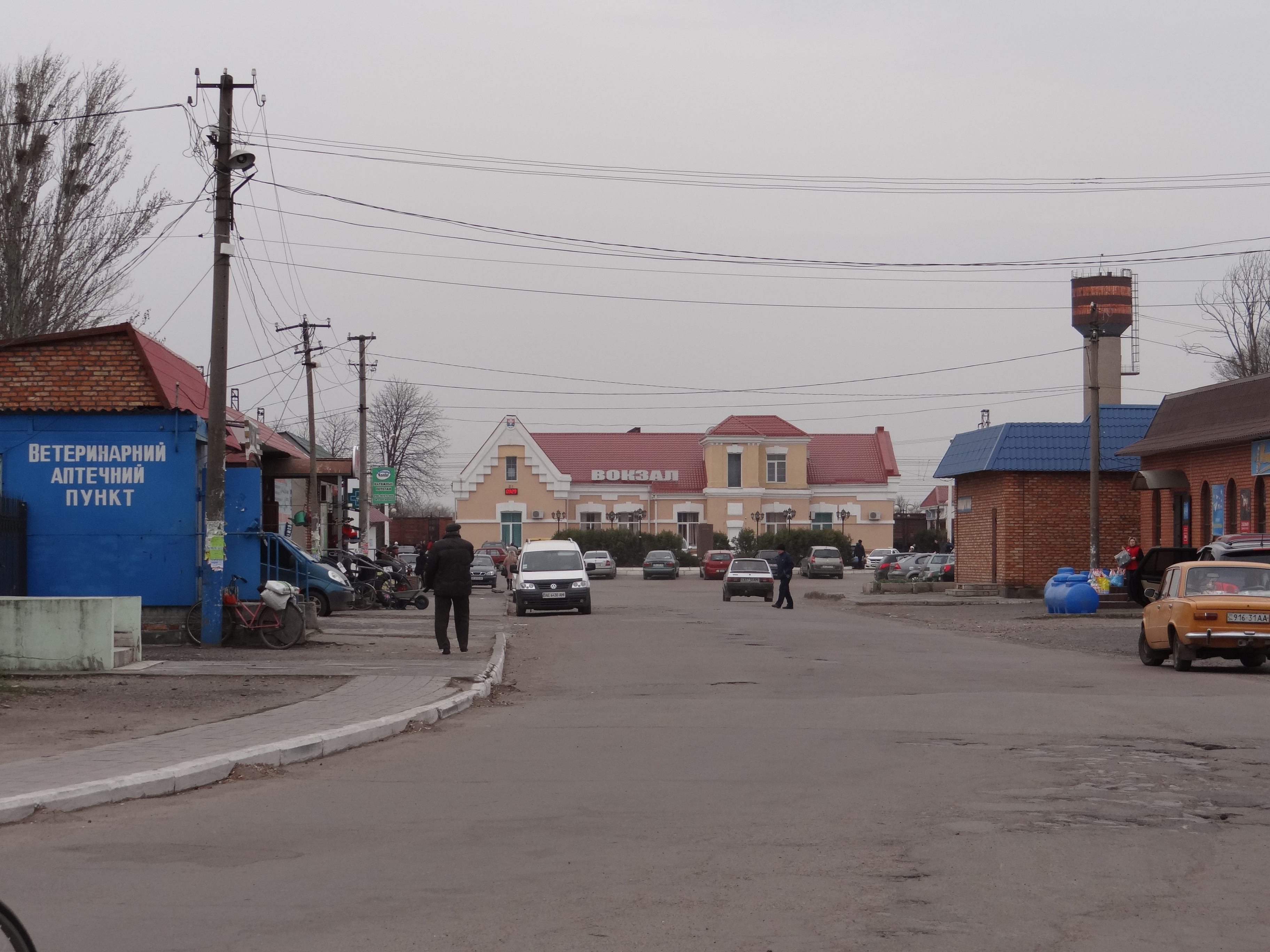
Привокзальна площа
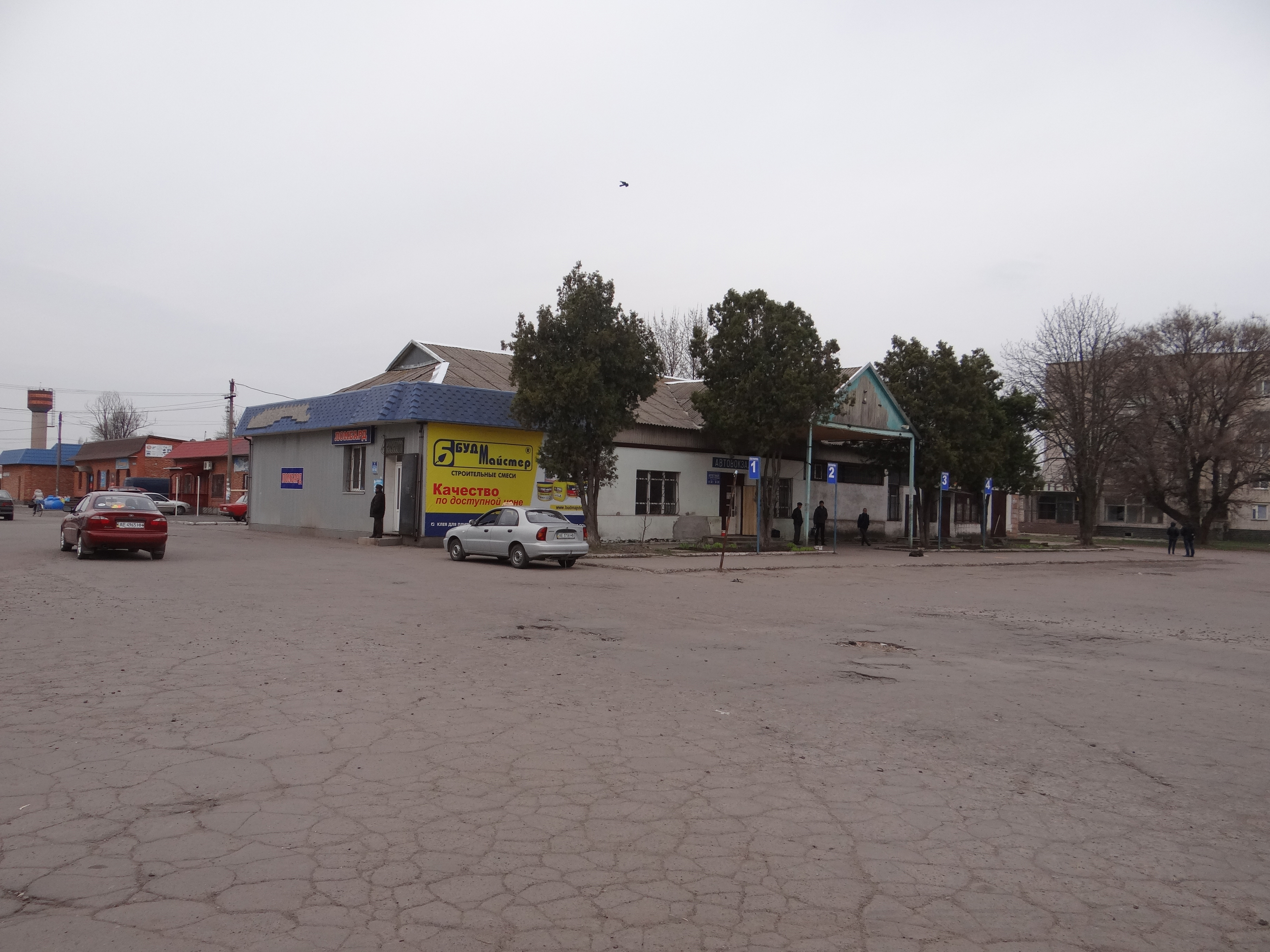
Австостанція

### Банківські установи
У місті діють декілька відділень великих українських банків: ПриватБанк та Ощадний банк.

### Заклади охорони здоров'я
- Центральна міська лікарня.
- Лінійна лікарня на станції Апостолове Криворізької дирекції Придніпровської залізниці.
- Приватна стоматологічна клініка.

## Заклади освіти
У місті функціонують три середні школи та одна школи естетичного виховання. Також у місті діє Апостолівський центр підготовки та перепідготовки робітничих кадрів.
22 липня 2022 року, о 03:00, всі три школи були зруйновані ударами «земля-земля» зенітною ракетною системою С-300 російських збройних сил.

## Заклади культури
Будинок культури, 2 клуби, 5 бібліотек.

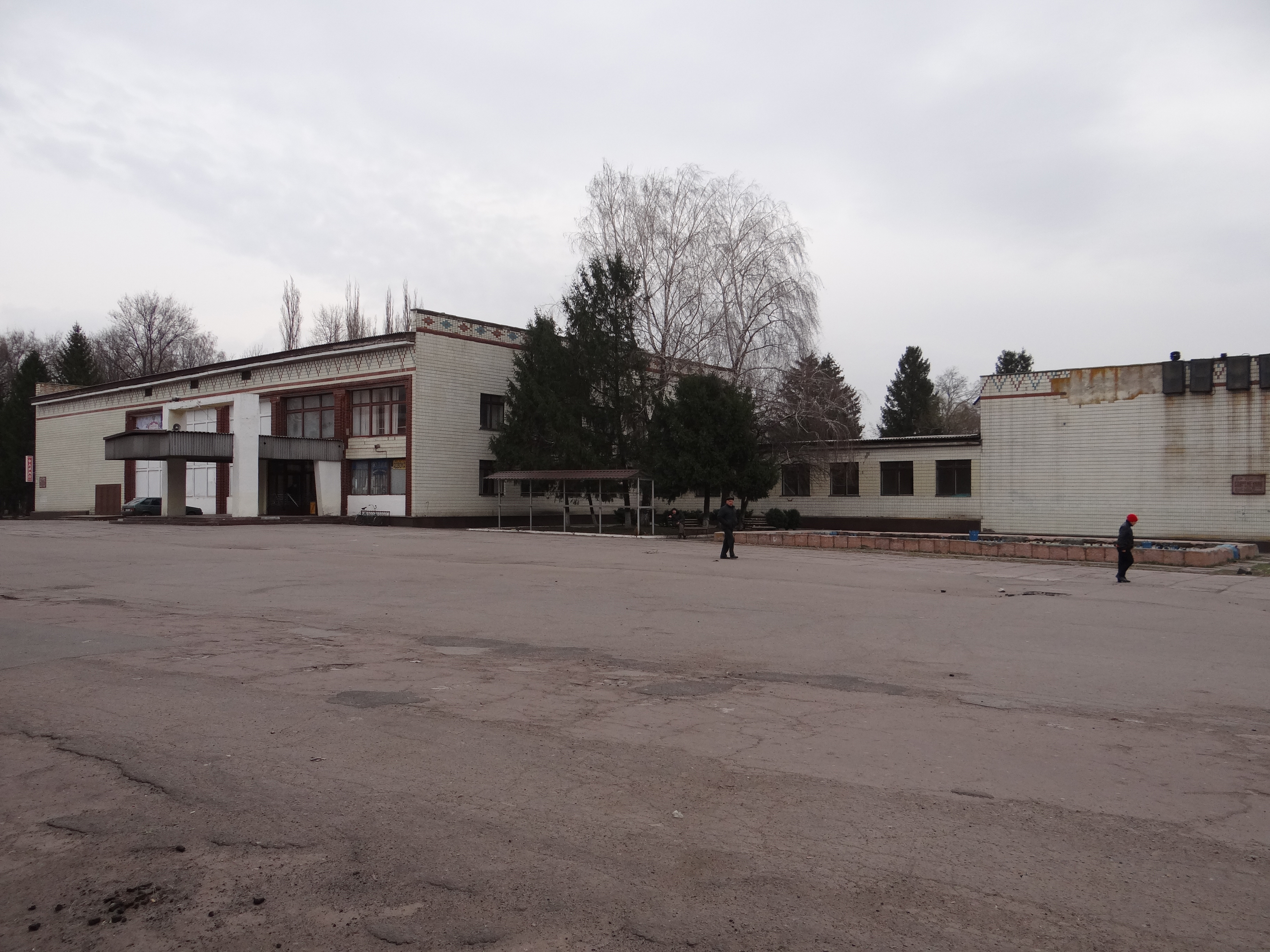
Будинок культури
Книжковий магазин міста Апостолове (1967)
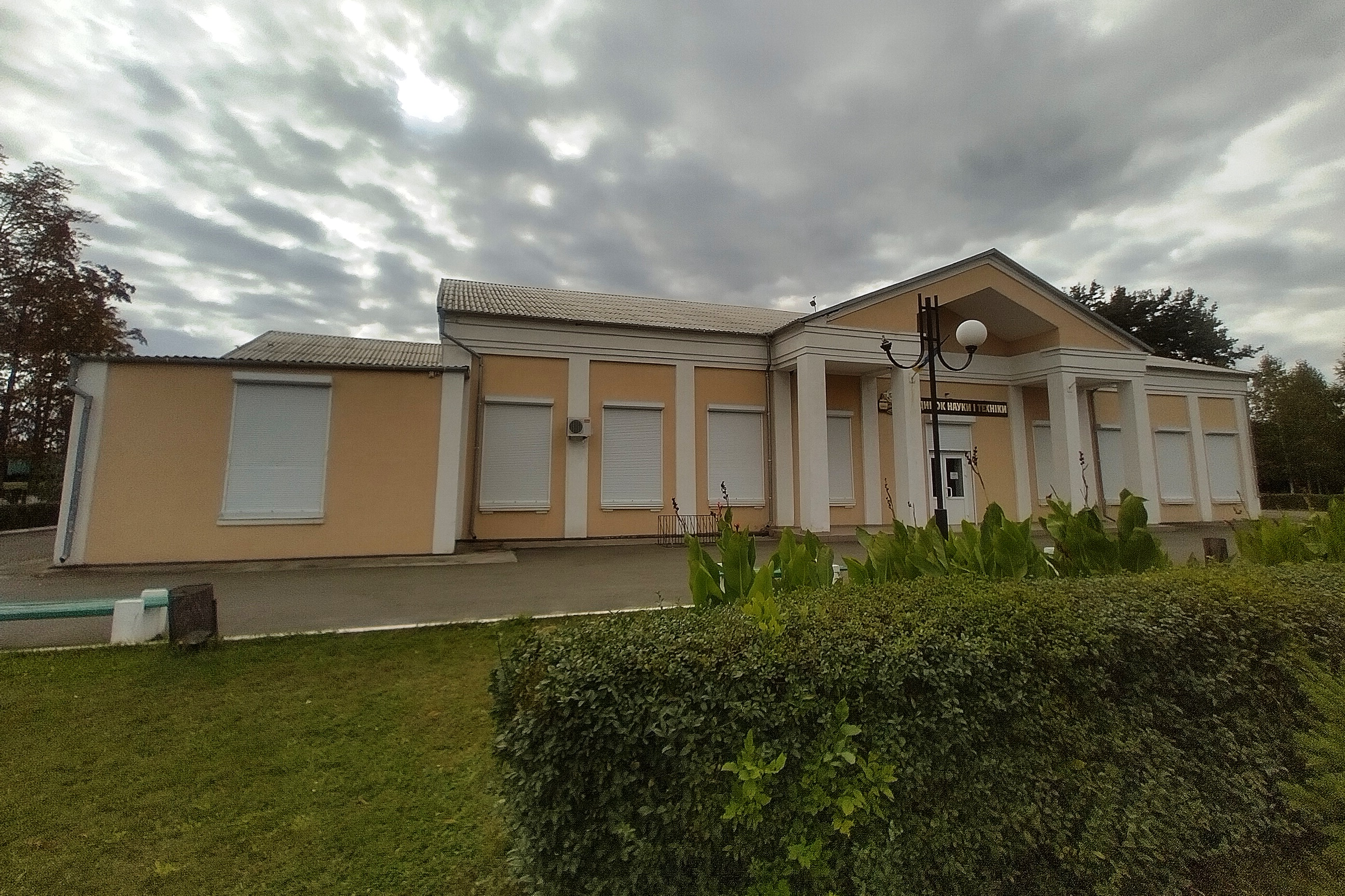
Клуб Залізничників (Будинок науки та техніки)

## ЗМІ
У місті видається газета «Апостолівські новини». Працює місцева телерадіокомпанія «Атлант».

## Релігійні споруди
У місті діють наступні церкви: 
- Свято-Успенський храм (ПЦУ) (вул. Шевченка, 14);
- Храм Дванадцяти Святих Апостолів (ПЦУ) (вул. Криворізька, 4-Г);
- Свято-Покровський храм (вул. Центральна, 72);
- Церква ХВЄ «Євангеліст» (вул. Криворізька, 38);
- Християнська пресвітеріанська церква «Альфа та Омега» (вул. Визволення, 24);
- Церква адвентистів сьомого дня (вул. Ветеранів, 3);
- Зал Царства Свідків Єгови (вул. Набережна, 42).

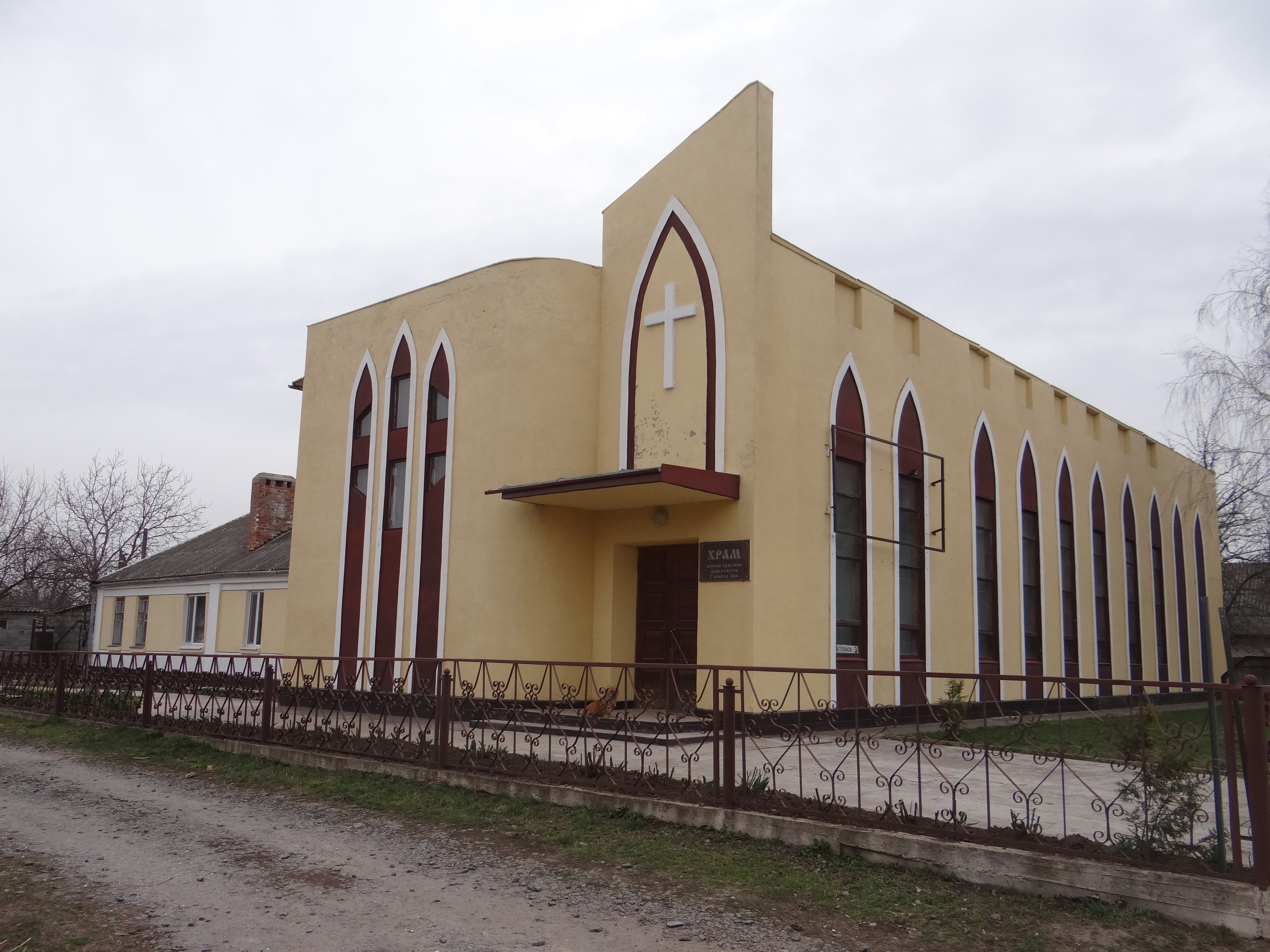
Церква Адвентистів сьомого дня
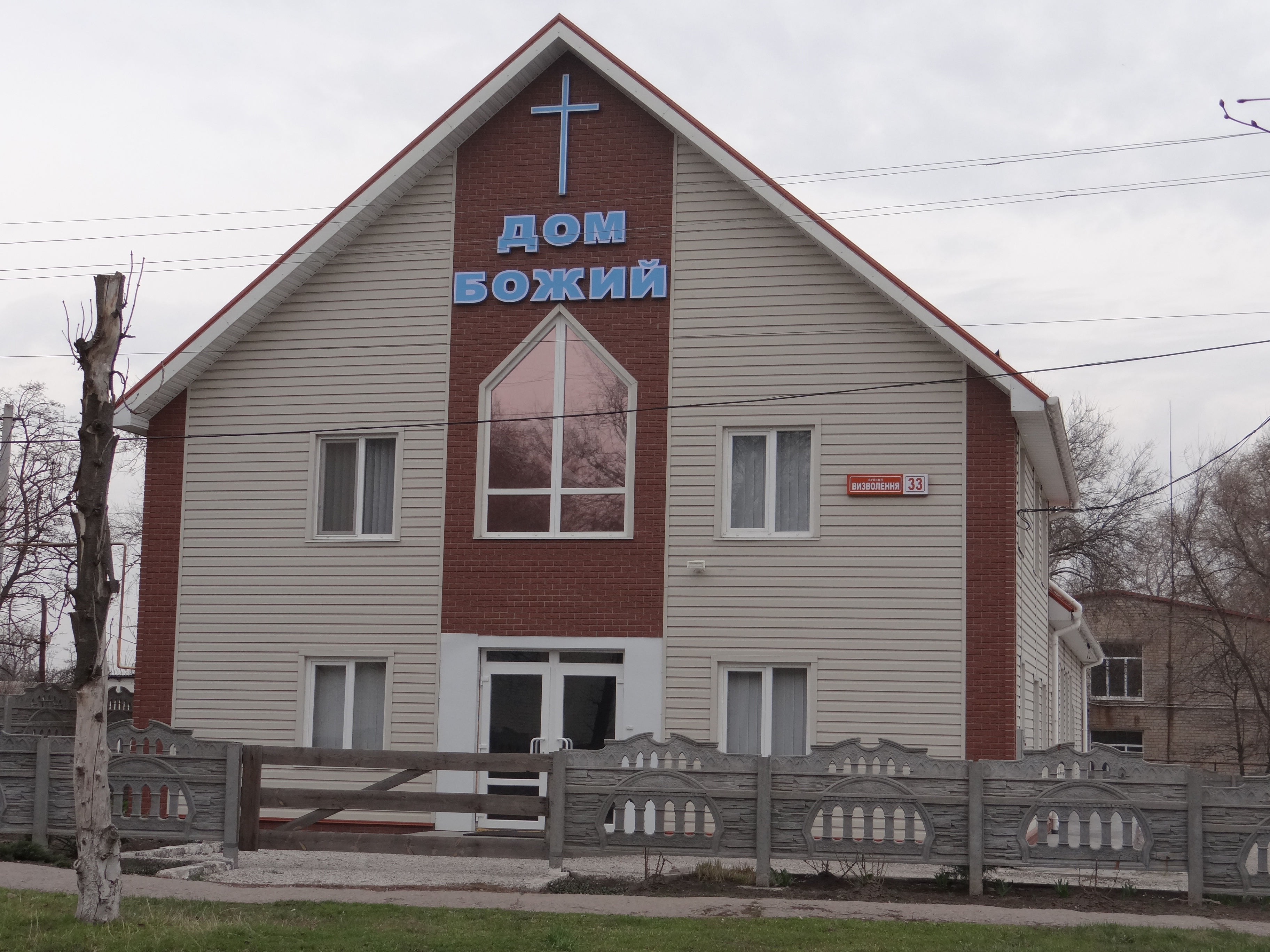
Дім Божий
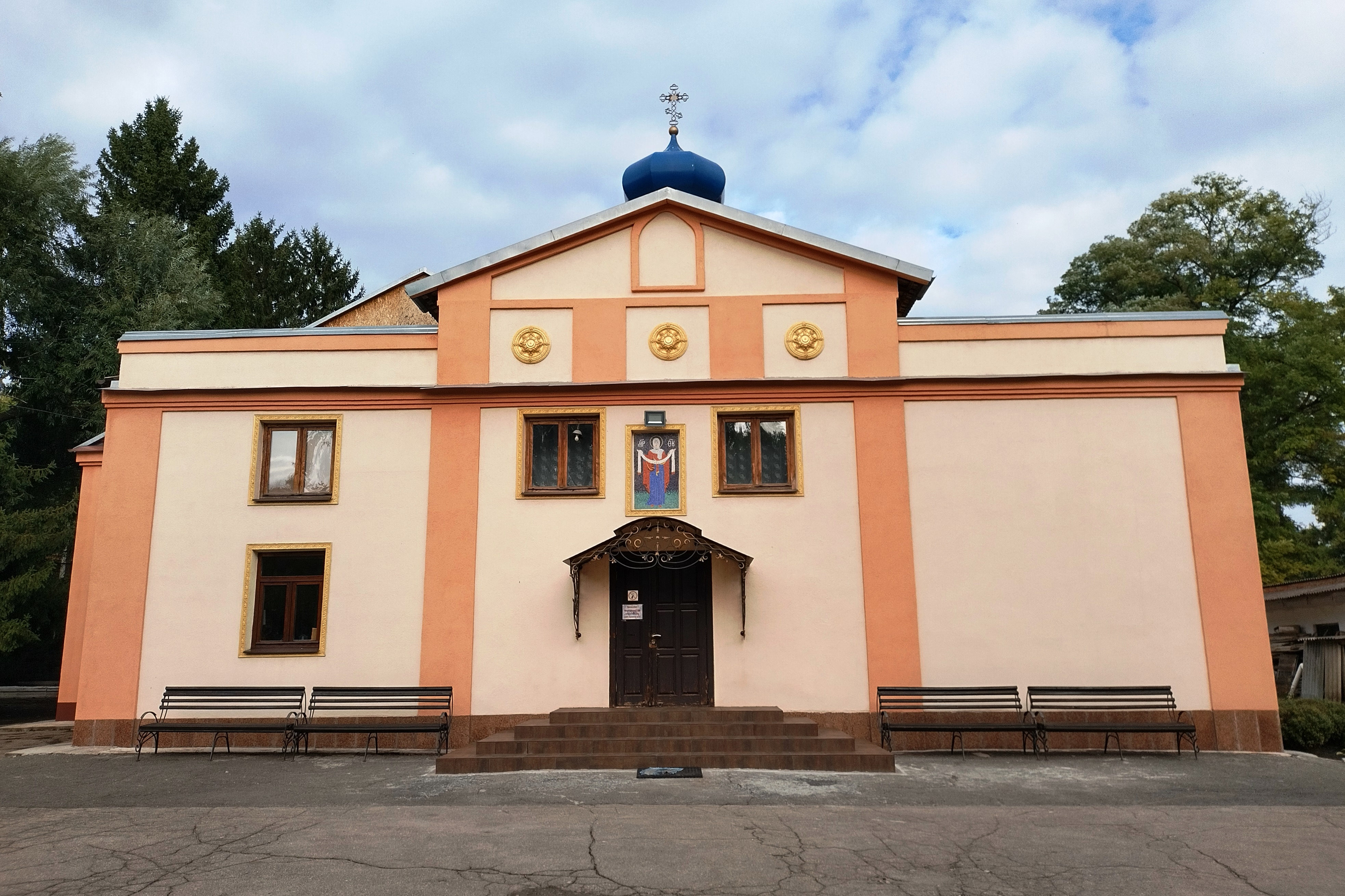
Храм Покрови Пресвятої Богородиці

## Пам'ятки
Поблизу міста досліджено кілька курганів доби бронзи (III—І тис. до РХ), два скіфських кургани — Баби і Розкопана Могила (IV—III століття до РХ) із похованнями ватажків, у яких виявлені золоті прикраси, зброя, посуд тощо. Досліджені також окремі поховання кочівників XIII—XIV століть. У місті створено Народний музей історії Апостолового.
Основні історико-архітектурні пам'ятки:
- Пам'ятник воїнам—артилеристам, які брали участь у звільненні міста Апостолове у 1944 році (на вулиці Каманіна, при в'їзді до міста).
- Пам'ятний знак «Алея посаджена ветеранами Другої світової війни на честь 110-ї річниці від дня народження Леніна» (розташована у центрі міста, між двома ставами на вулиці Центральній);
- Пам'ятний знак почесним громадянам міста Апостолове, знаходиться біля входу до центрального парку міста (вул. Центральна);
- Пам'ятний знак «Почесний громадянин м. Апостолове» воїнам-визволителям м. Апостолове, центральний парк міста (вул. Центральна);
- Меморіальний комплекс: Група могил радянських воїнів, які загинули при визволенні міста Апостолове 3-5 лютого 1944 року. Являє собою 4 братські могили, 2 скульптури «Скорботний партизан та дівчина», «Воїн та дівчина з автоматом», центральний парк міста (вул. Центральна);
- Пам'ятний знак «Вітчизна-мати» воїнам-землякам, увічнені імена 322 земляків, які полягли у Другій світовій війні, центральний парк міста (вул. Центральна);
- Пам'ятник воїнам-інтернаціоналістам, біля входу до центрального парку міста (вул. Центральна);
- Пам'ятник жертвам Чорнобильської трагедії, біля входу до центрального парку міста (вул. Центральна);
- Пам'ятний знак Д. Г. Вовку — першого голови Апостолівського волосного земельного комітету, меморіальна дошка на будівлі вокзалу станції Апостолове;
- Могила Д. Г. Вовка — першого голови Апостолівського волосного земельного комітету у центральному міському парку (вул. Центральна);
- Пам'ятний знак О. Й. Пузиревському — герою громадянської війни, першому секретареві Апостолівського РК КПУ, меморіальна дошка у м. Апостолове (вул. Центральна, 73);
- Братська могила радянських воїнів, які загинули при звільненні станції Апостолове 4-19 лютого 1944 року, скульптура «Скорботний воїн та партизанка», біля Будинку науки і техніки на вулиці Вокзальної;
- Пам'ятник воїнам-визволителям (танк Т-10) (вул. Вокзальна)[19];
- Пам'ятник Богдану Хмельницькому (1597—1657) встановлений у сквері перед управлінням зрошувальних систем по вулиці Богдана Хмельницького;
- Пам'ятник І. П. Павлову, встановлений на вулиці Музичній перед входом до ветеринарної лікарні

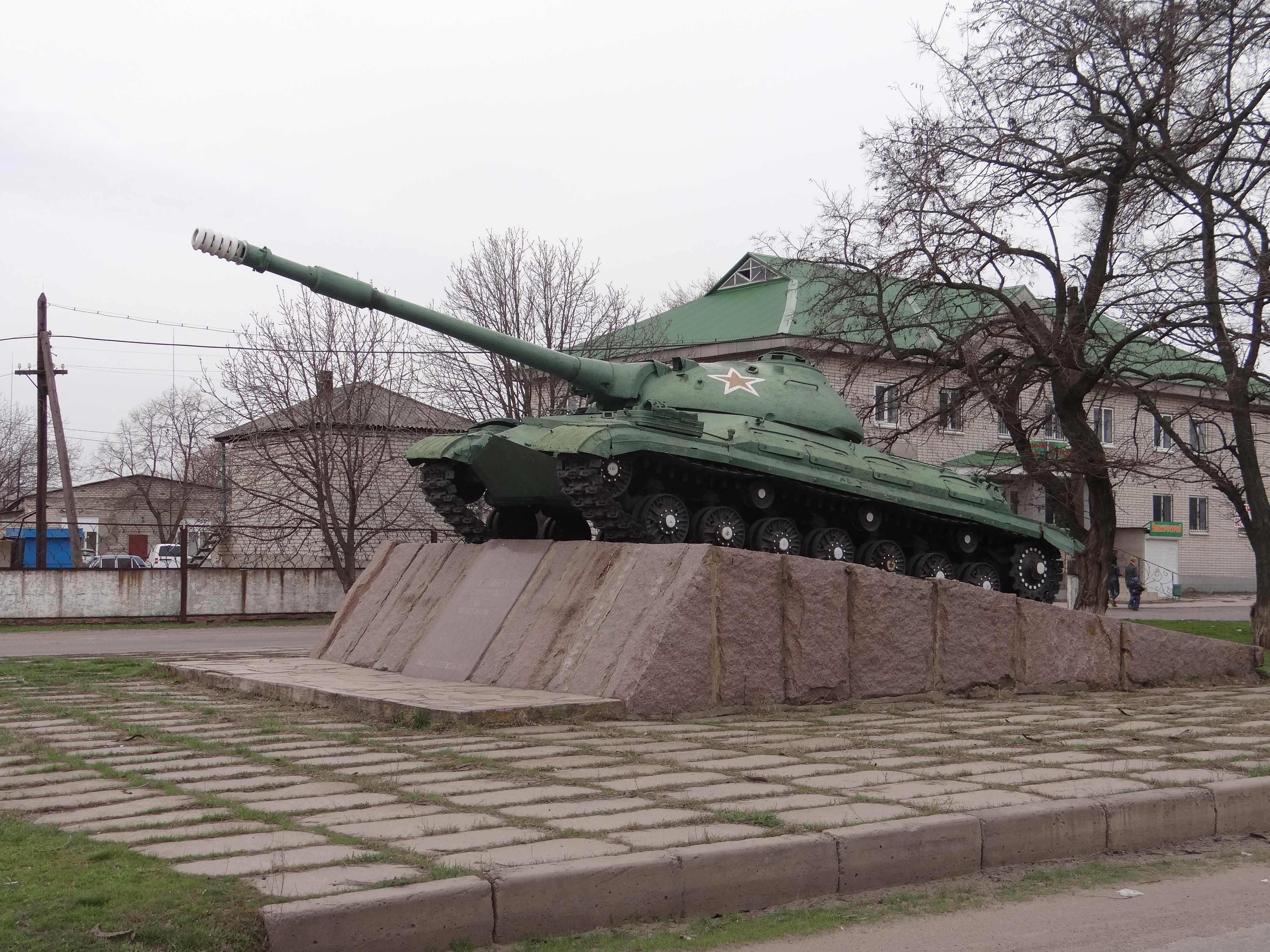
Танк Т-10 — монумент визволителям Апостолового
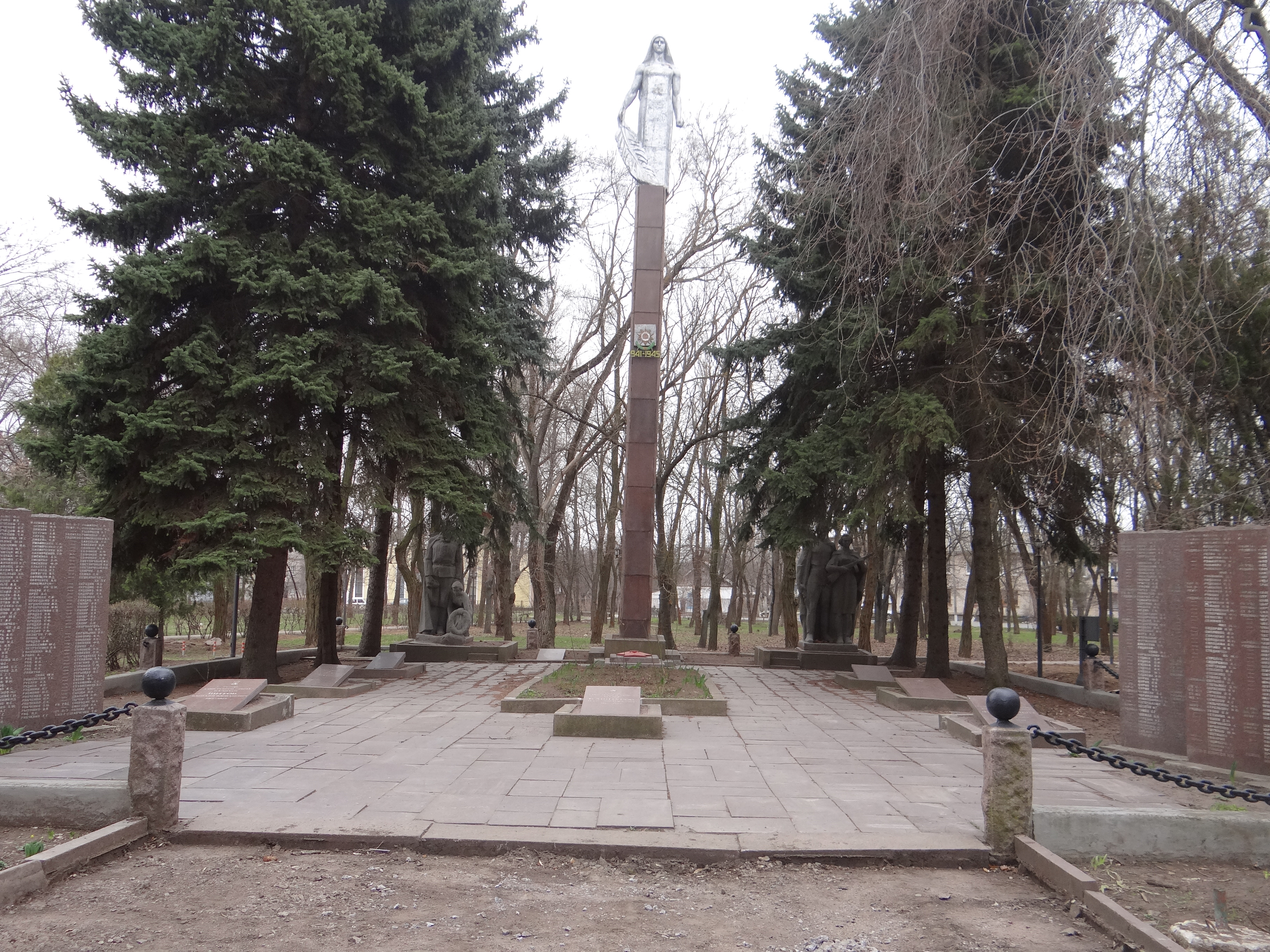
Військовий меморіал у Центральному парку
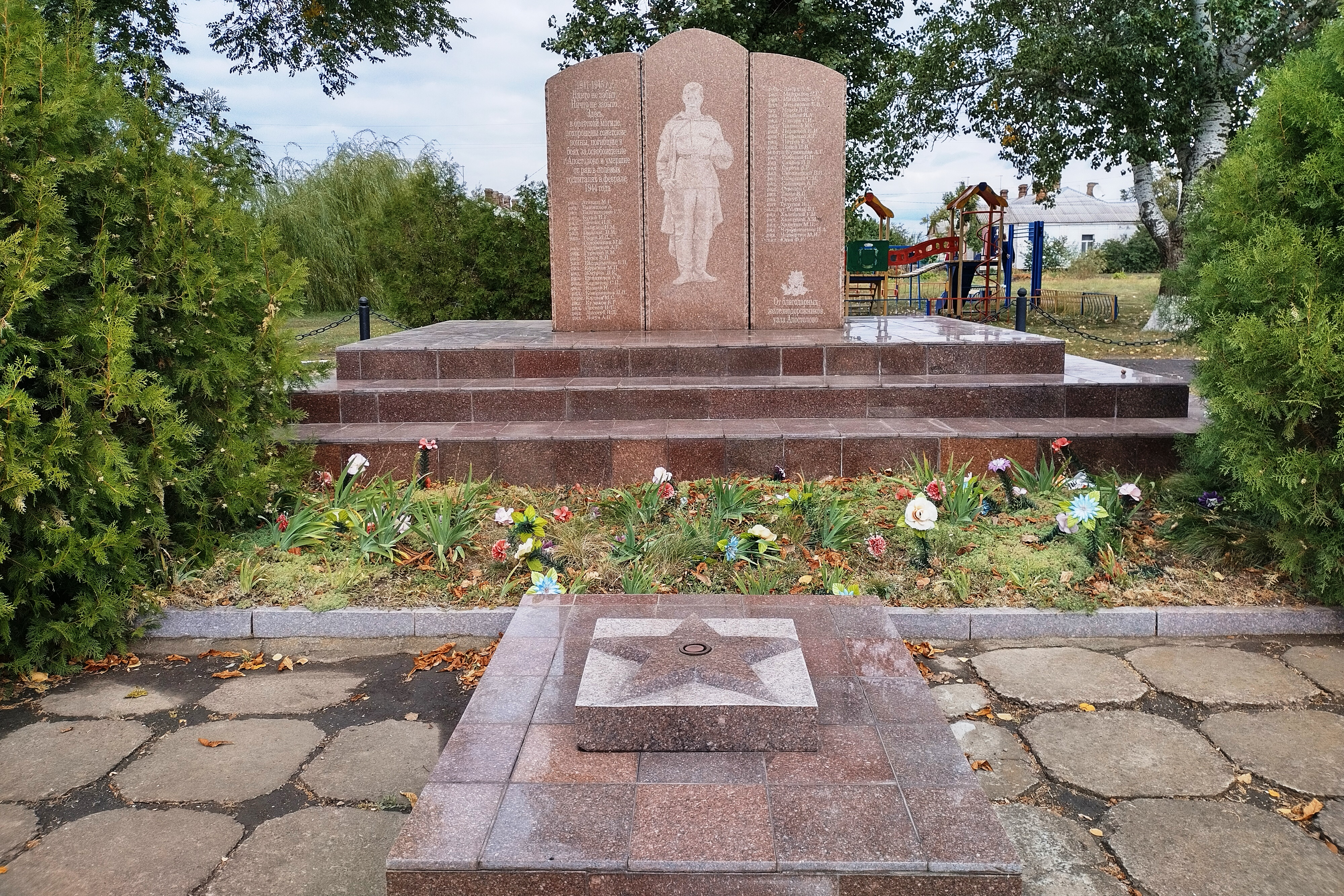
Пам'ятник полеглим воїнам під час Другої світової війни

## Відомі особи
- Абелєнцев Василь Ісакович — біолог, зоолог, автор першого випуску серії «Фауна України», найцитованіший дослідник фауни кажанів і хижих ссавців України.
- Дмитренко Андрій Олегович (1993—2014) — солдат Збройних сил України, учасник російсько-української війни.
- Калина Олександр Данилович — Герой Радянського Союзу, льотчик-випробувач ОКБ А. Н. Туполєва.
- Мурашов Юрій Ігорович — український громадський діяч, член-засновник Українського комітету «Гельсінкі-90».
- Милащенко Василь Олексійович (1991—2014) — солдат Збройних сил України, учасник російсько-української війни.
- Петруш Микола Андрійович — 1856 р. н., Херсонська губернія, генерал-майор Російської армії у відставці, нагороджений чимало орденами Російської імперії. Був нагороджений орденом святого Георгія з формулюванням «На відзнаку відмінної мужності і хоробрості, наданих в справах проти японців в період бомбардувань і блокади Порт-Артура».
- Пронченко Михайло Семенович — український поет, представник розстріляного відродження.
- Семешко Анатолій Андрійович (нар. 1949) — баяніст, методист, музично-громадський діяч, педагог, професор, заслужений діяч мистецтв України.
- Топчій Ганна Анатоліївна — українська акторка театру та кіно.
- Трофімов Олексій Володимирович (1993—2014) — солдат Збройних сил України, учасник російсько-української війни.
- Матвійко Роман Юрійович — державний службовець, радник Міністра освіти та науки України (2014—2016).

## Галерея

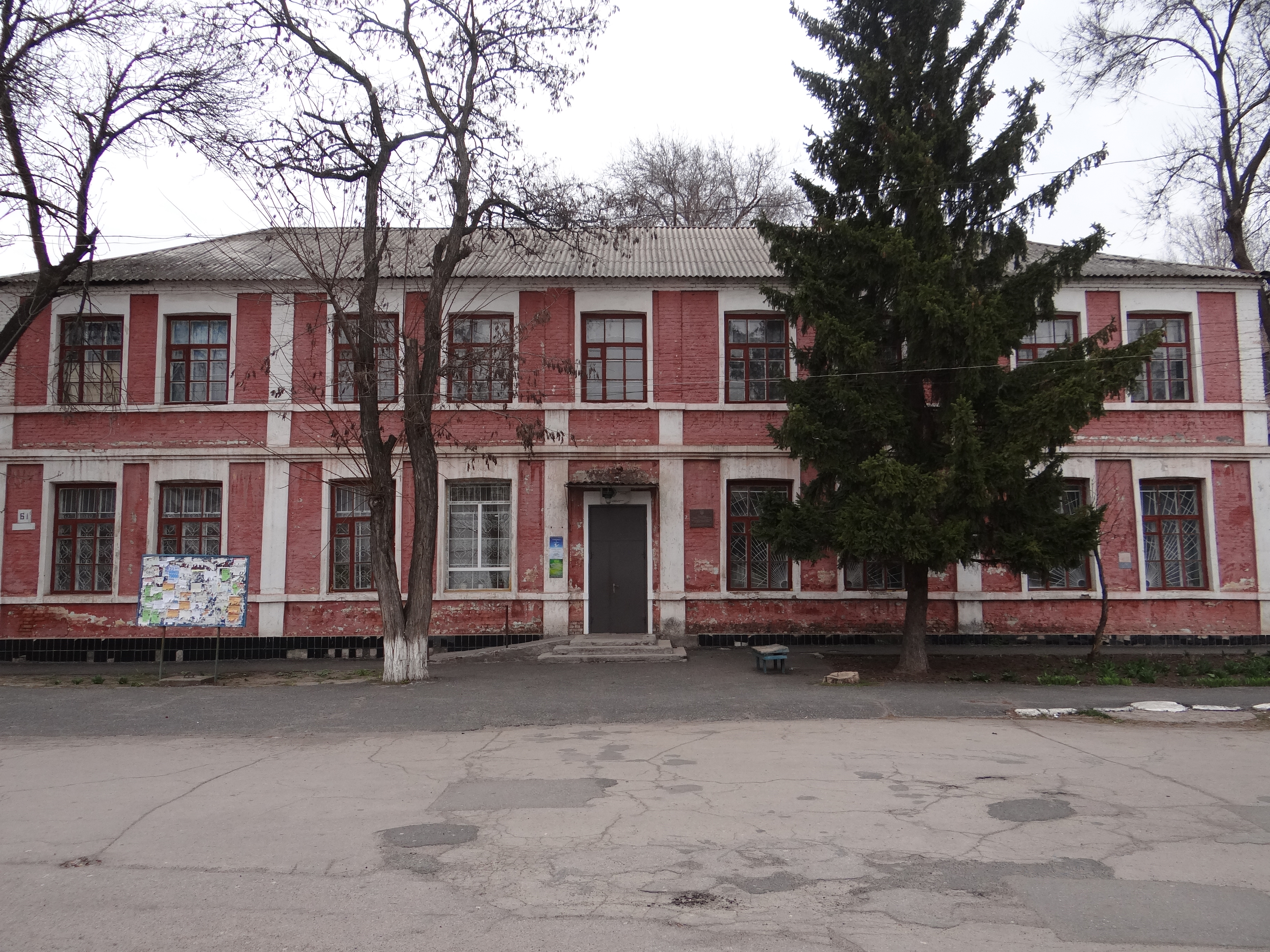
Історико-краєзнавчий музей
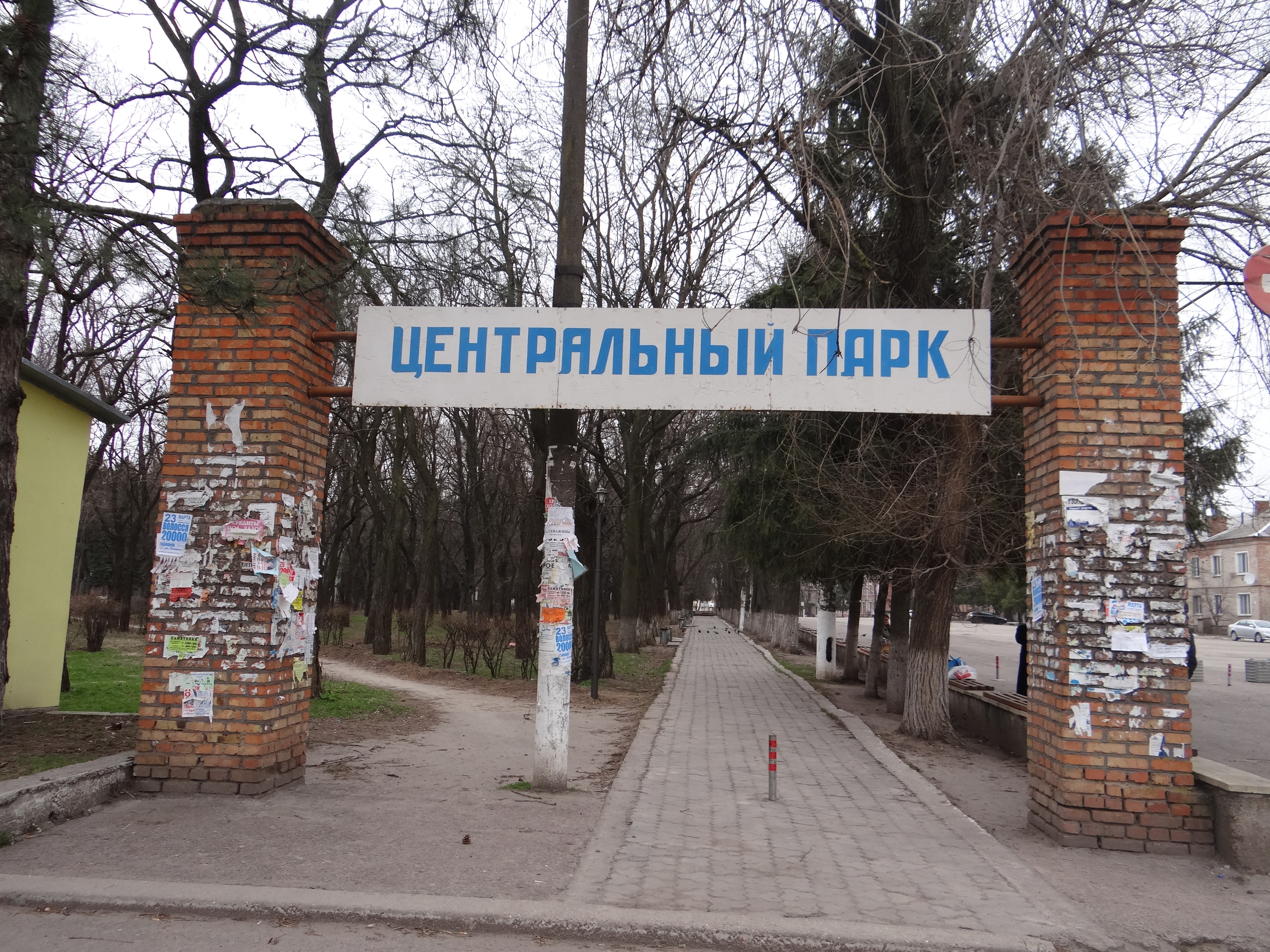
Центральний парк міста
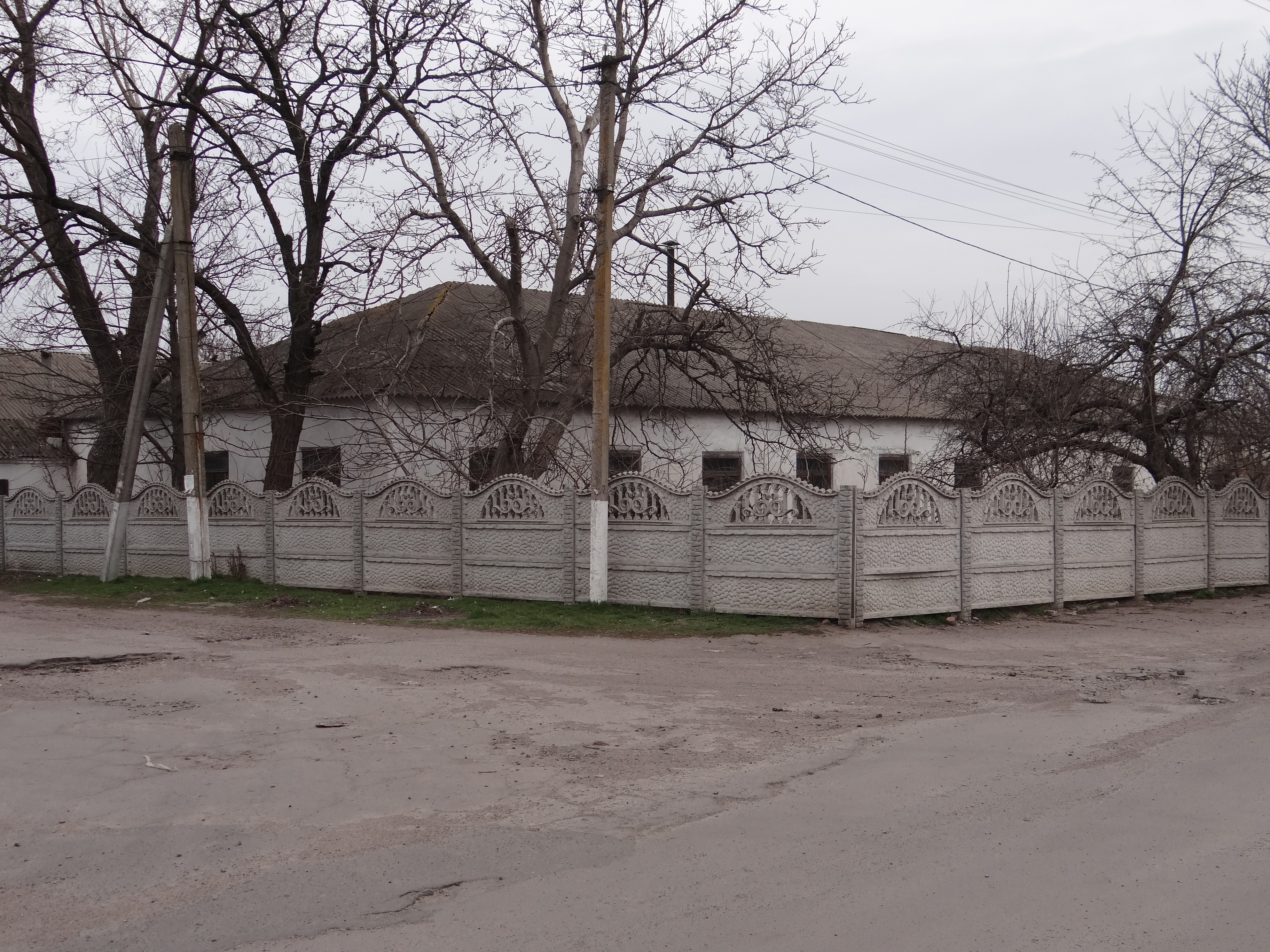
Спортивно-технічний клуб